# Карильон
Карильон, карийон (фр. carillon), глокеншпиль (нем. Glockenspiel) — механический музыкальный инструмент (клавишно-ударный идиофон), представляющий собой набор неподвижно закреплённых колоколов, языки которых соединены с клавиатурой при помощи проволочной передачи (как вращающийся вал в органе).
Родиной карильона считается Фландрия, а центром карильонного искусства — город Мехелен (с чем связано выражение «малиновый звон»). С конца XV века карильоны устанавливались на колокольнях (беффруа) и муниципальных зданиях (ратушах). До начала XX века область их распространения ограничивалась Западной Европой. В XX веке превратились в концертный инструмент.

## Происхождение
Первоначально карильоны обслуживали нужды католических храмов на севере современной Бельгии. Искусство игры на карильоне издавна относилось к числу самых почётных в церковном кругу и передавалось по наследству.
Если в православных звонницах колокола подбираются так, чтобы каждый следующий был ровно в два раза больше или меньше предыдущего, то в католических карильонах число колоколов не может быть меньше 23-х, и они подбираются как ноты у пианино, выстраиваясь по хроматическому ряду в диапазоне от двух до шести октав.

## Устройство
Инструмент содержит не менее 23 бронзовых колоколов, которые ударяются поочерёдно или аккордами. На традиционном карильоне играют с помощью клавиатуры, представляющей собой набор рычагов, по которым ударяют кулаками, а также педальной клавиатуры. Рычаги с помощью проволочных тяг связаны с языками колоколов, позволяя исполнителю менять громкость ноты в зависимости от силы, приложенной к клавише.
Инструмент может работать в автоматическом режиме посредством музыкального барабана со штифтами, расположение которых определяет время и высоту исполняемых нот. При вращении барабана штифты приводят в действие рычаги, которые связаны с колоколами, за счёт чего и происходит исполнение заданной мелодии. Такой барабан может соединяться с часовым механизмом, что даёт возможность перед боем часов воспроизводить короткие мелодии.
Современный карильон по принципам игры можно сравнить с органом: исполнитель сидит в специальной кабине за столом с педалями и двойным рядом клавиш в виде рукояток. Чтобы карильон заиграл, надо нажимать ногами педали и бить кулаками по рукояткам.

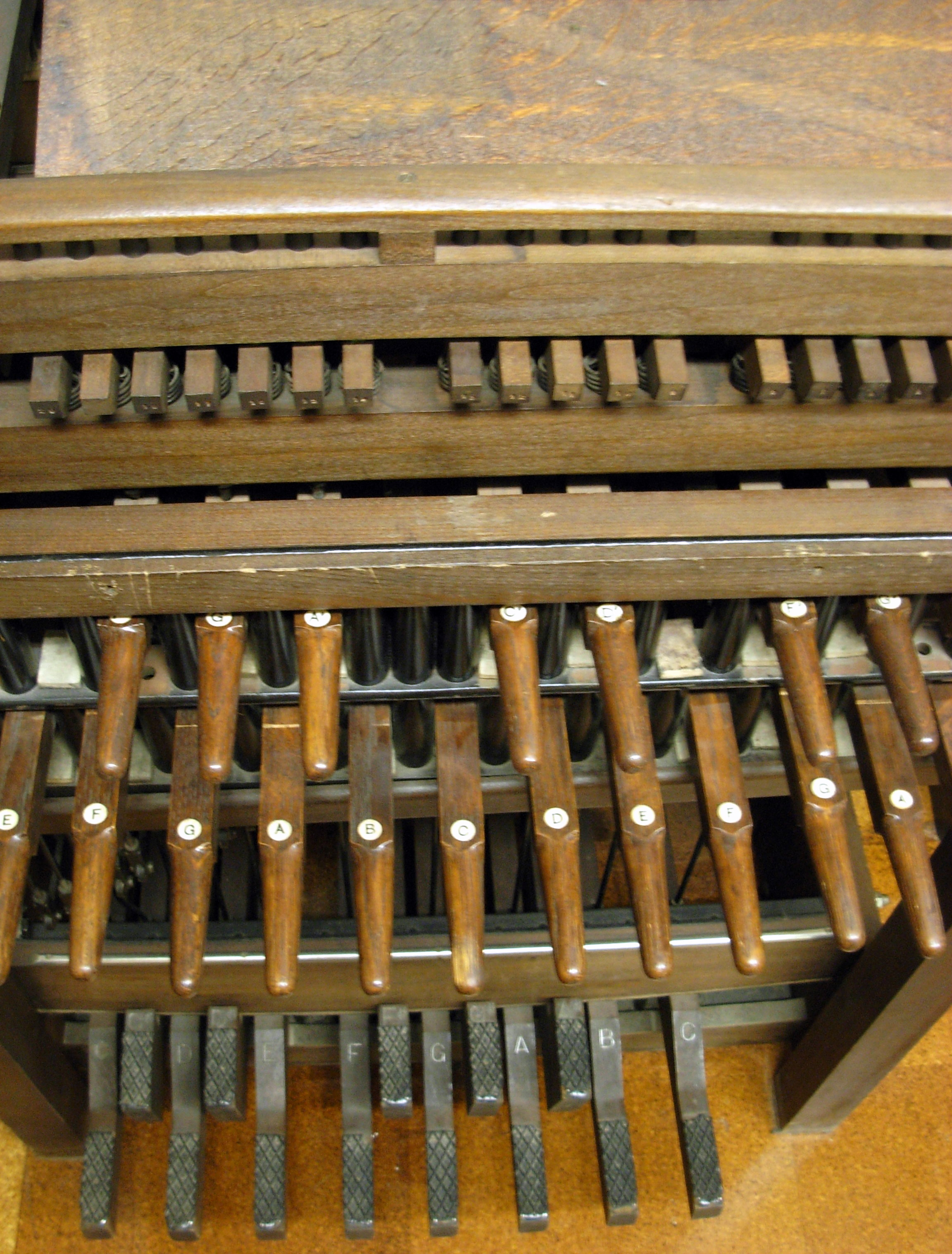
Пульт карильона
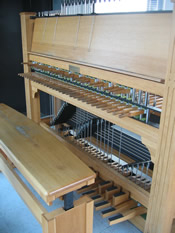
Пульт карильона
- «О, Канада!» и «Боже, храни Короля/Королеву!» в исполнении Персиваля Прайса с использованием карильона Башни Мира[англ.] в Оттаве

Инструмент является одним из самых тяжёлых, уступая только духовым органам.
Самый тяжёлый карильон в мире находится в Нью-Йорке в Риверсайдской церкви, его колокольный набор весит 91 тонну.

## Распространение
В XV—XVII веках за пределами Исторических Нидерландов карильоны практически не встречались. Лишь в XVIII веке получили распространение в других странах Западной Европы (преимущественно Германия и Франция). Из-за массового уничтожения карильонов революционно настроенными французами с более ранних времён сохранилось лишь несколько десятков инструментов на территории Бенилюкса. В России первый карильон появился при Петре I. Инструмент был установлен в Москве в церкви Архангела Гавриила на Чистых прудах (Меншикова башня).
В начале XX века карильонист Мехеленского собора Жеф Денейн (1862—1941) положил начало возрождению интереса к данному инструменту. Он основал первую в мире Школу карильона, изобрёл новую (мехеленскую) систему клавиатуры, ввёл в репертуар множество новых мелодий. Отдельно стоящие башни-карильоны начали строиться в Великобритании и США в первые годы после Первой мировой войны как память о воинах, павших на бельгийских полях сражений.
В СССР единственный концертный карильон имелся (с 1935 года) в Каунасе. В России в начале XXI века, при участии Йозефа Хаазена (главный карильонист Мехелена), были установлены первые карильоны, оба нидерландского производства: на колокольне Петропавловского собора (2001, Петербург) и на башне Кавалерского дома (2005, Петергоф), третий находится в Белгороде.
На Украине первый карильон появился (в 2020?) при воссоздании Михайловского Златоверхого монастыря в Киеве.

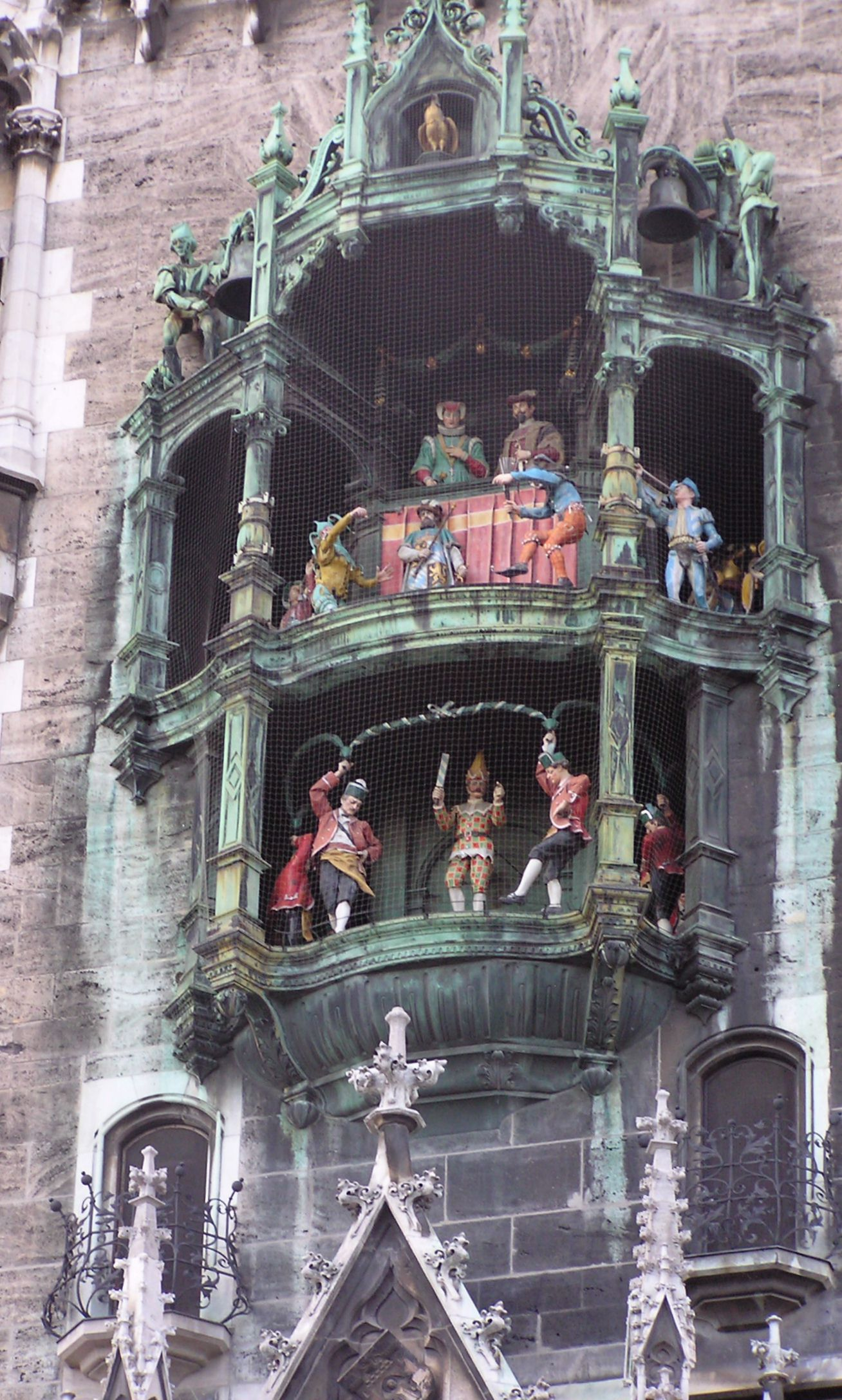
Ратуша с курантами[англ.] в Мюнхене, состоит из 43 колоколов и 32 фигур.
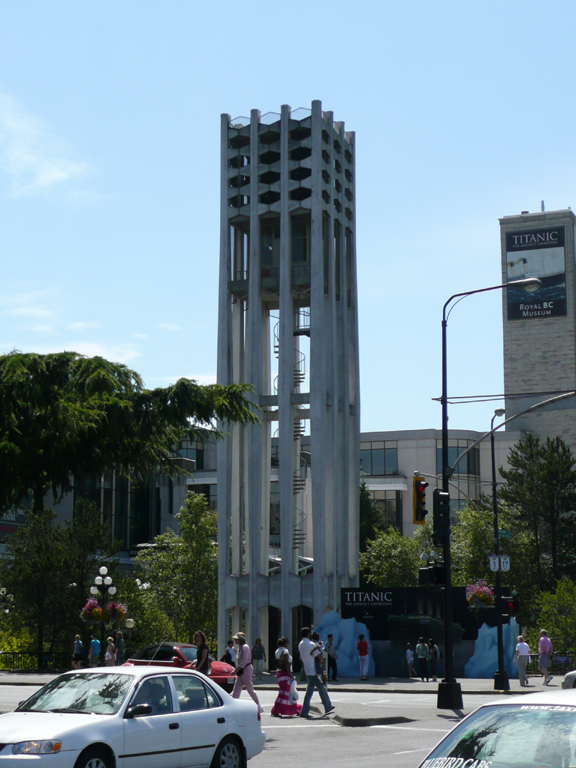
Голландский столетний карильон[англ.] 27-метровая колокольня в Британской Колумбии. Содержит 62-колокольный карильон.
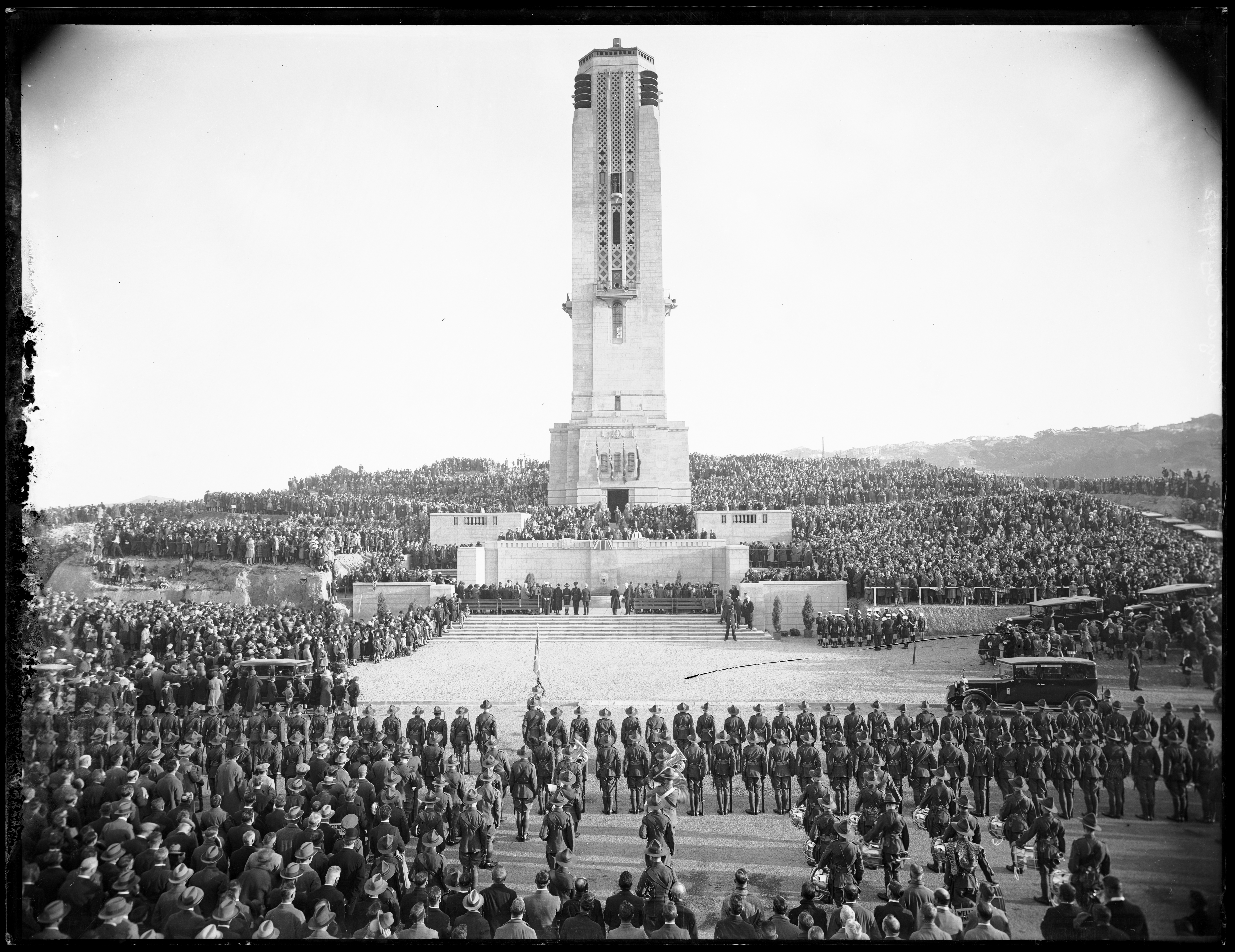
Национальный военный мемориал[англ.] в Новой Зеландии: карильон из 74 колоколов, включая самый большой колокол в южном полушарии («Мир», 12,5 тонны)
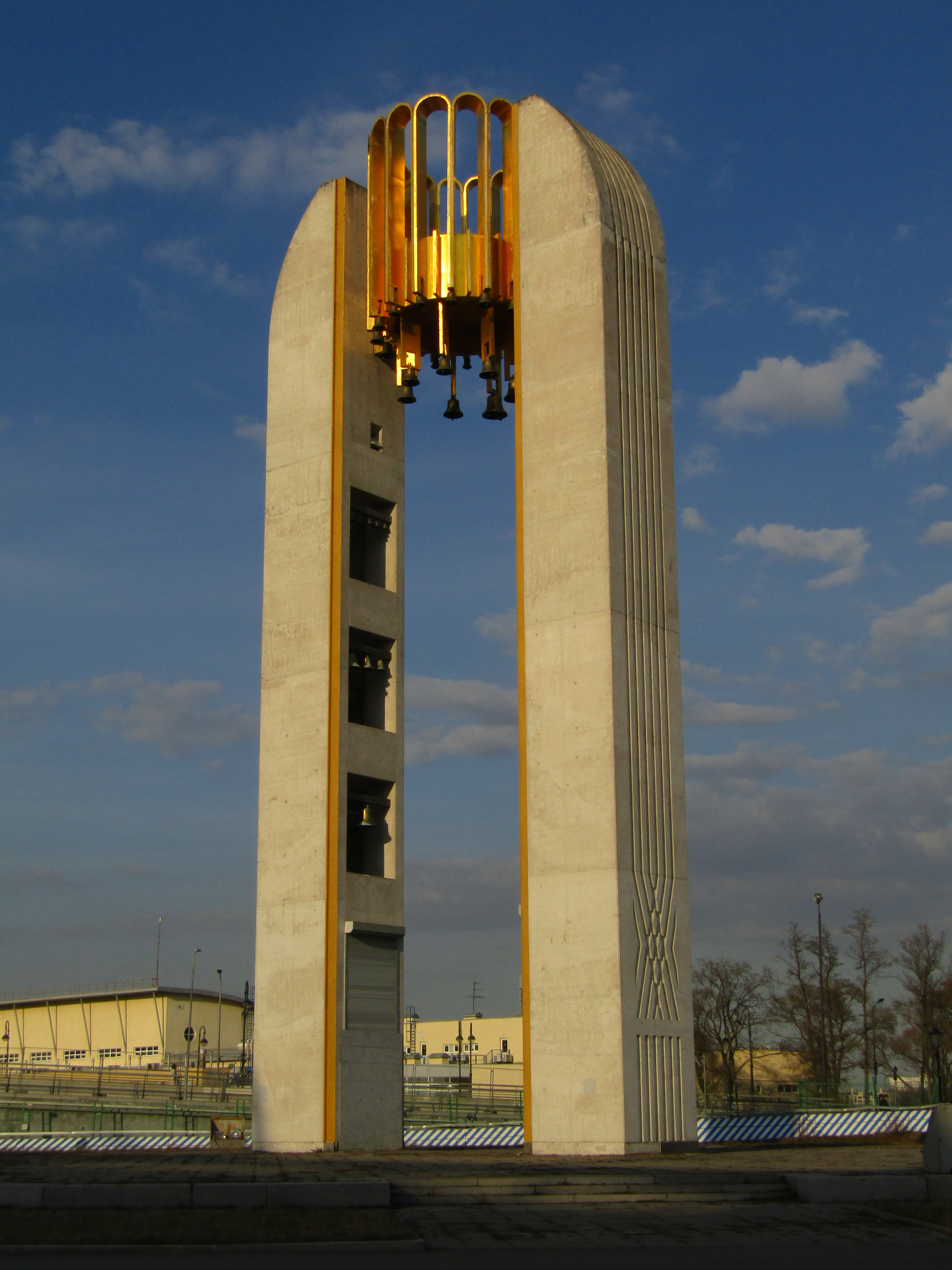
Арка-звонница с карильоном в Приморском парке Победы Санкт-Петербурга